# Bundestagswahlkreis Werra-Meißner – Hersfeld-Rotenburg
Der Wahlkreis Werra-Meißner – Hersfeld-Rotenburg (Wahlkreis 168, bis zur Bundestagswahl 2021 Wahlkreis 167) ist ein Bundestagswahlkreis in Hessen. Der Wahlkreis umfasst die beiden nordhessischen Landkreise Hersfeld-Rotenburg und Werra-Meißner. Der Wahlkreis gilt als SPD-Hochburg.

## Wahlkreisgeschichte
Zur Bundestagswahl 2002 verlor Nordhessen einen Wahlkreis. Aus Gebieten der beiden in diesem Zusammenhang aufgelösten Wahlkreise Hersfeld und Werra-Meißner wurde ein neuer Wahlkreis mit dem Namen Werra-Meißner – Hersfeld eingerichtet, dessen Name zur Bundestagswahl 2005 in Werra-Meißner – Hersfeld-Rotenburg geändert wurde.
| Wahl      | Wahlkreisname                          | Gebiet                                            |
| --------- | -------------------------------------- | ------------------------------------------------- |
| 2002      | 171 Werra-Meißner – Hersfeld           | Landkreis Hersfeld-Rotenburg, Werra-Meißner-Kreis |
| 2005      | 171 Werra-Meißner – Hersfeld-Rotenburg | Landkreis Hersfeld-Rotenburg, Werra-Meißner-Kreis |
| 2009      | 170 Werra-Meißner – Hersfeld-Rotenburg | Landkreis Hersfeld-Rotenburg, Werra-Meißner-Kreis |
| 2013–2021 | 169 Werra-Meißner – Hersfeld-Rotenburg | Landkreis Hersfeld-Rotenburg, Werra-Meißner-Kreis |
| 2025–     | 168 Werra-Meißner – Hersfeld-Rotenburg | Landkreis Hersfeld-Rotenburg, Werra-Meißner-Kreis |

## Wahlkreisabgeordnete
| Wahl | Abgeordneter | Abgeordneter    | Partei | Stimmen in % |
| ---- | ------------ | --------------- | ------ | ------------ |
| 2002 |              | Michael Roth    | SPD    | 54,9         |
| 2005 | 51,7         | Michael Roth    | SPD    |              |
| 2009 | 40,4         | Michael Roth    | SPD    |              |
| 2013 | 43,1         | Michael Roth    | SPD    |              |
| 2017 | 41,2         | Michael Roth    | SPD    |              |
| 2021 | 43,7         | Michael Roth    | SPD    |              |
| 2025 |              | Wilhelm Gebhard | CDU    | 32,2         |

## Wahlergebnisse

### Bundestagswahl 2025
| Kandidaten                                             | Kandidaten                   | Parteien/Listen     | Erststimmen | Erststimmen | Zweitstimmen | Zweitstimmen |
| Kandidaten                                             | Kandidaten                   | Parteien/Listen     | Stimmen     | %           | Stimmen      | %            |
| ------------------------------------------------------ | ---------------------------- | ------------------- | ----------- | ----------- | ------------ | ------------ |
|                                                        | Daniel Iliev                 | SPD                 | 38.010      | 27,8        | 30.447       | 22,2         |
|                                                        | Wilhelm Gebhardgewählt im WK | CDU                 | 44.170      | 32,2        | 38.981       | 28,4         |
|                                                        | Awet Tesfaiesus              | GRÜNE               | 7.357       | 5,4         | 9.947        | 7,3          |
|                                                        | Alexander Bartholomäus       | FDP                 | 3.326       | 2,4         | 5.247        | 3,8          |
|                                                        | Gerhard Schenk               | AfD                 | 30.924      | 22,6        | 31.856       | 23,2         |
|                                                        | Silvia Katja Hable           | Die Linke           | 7.245       | 5,3         | 8.575        | 6,3          |
|                                                        | Anja Zilch                   | FREIE WÄHLER        | 3.961       | 2,9         | 2.779        | 2,0          |
|                                                        | —                            | Tierschutzpartei    | –           | –           | 1.743        | 1,3          |
|                                                        | —                            | Die PARTEI          | –           | –           | 594          | 0,4          |
|                                                        | Phil Colin Luca Rimbach      | Volt                | 1.367       | 1,0         | 954          | 0,7          |
|                                                        | —                            | PdH                 | –           | –           | 81           | 0,1          |
|                                                        | —                            | MLPD                | –           | –           | 26           | 0,0          |
|                                                        | —                            | BÜNDNIS DEUTSCHLAND | –           | –           | 227          | 0,2          |
|                                                        | —                            | BSW                 | –           | –           | 5.724        | 4,2          |
|                                                        | Benjamin Lev Tobias Jäger    | Einzelbewerber      | 602         | 0,4         | –            | –            |
| Gesamt                                                 | Gesamt                       | Gesamt              | 136.962     | 100         | 137.181      | 100          |
|                                                        |                              |                     |             |             |              |              |
| Ungültige Stimmen                                      | Ungültige Stimmen            | Ungültige Stimmen   | 1.651       | 1,2         | 1.432        | 1,0          |
| Wähler                                                 | Wähler                       | Wähler              | 138.613     | 82,6        | 138.613      | 82,6         |
| Wahlberechtigte                                        | Wahlberechtigte              | Wahlberechtigte     | 167.770     |             | 167.770      |              |
|                                                        |                              |                     |             |             |              |              |
| Quellen: Die Bundeswahlleiterin, Kandidaten – Ergebnis |                              |                     |             |             |              |              |

### Bundestagswahl 2021
Die Bundestagswahl 2021 findet am Sonntag, den 26. September 2021, statt. In Hessen hatten sich 25 Parteien mit ihrer Landesliste beworben. Die APPD wurde vom Bundeswahlausschuss nicht als Partei anerkannt. Die SGP wurde vom Landeswahlausschuss zurückgewiesen, da nicht die erforderlichen fünfhundert Unterschriften zur Unterstützung vorgelegt wurden. Somit bewerben sich 23 Parteien mit ihren Landeslisten in Hessen. Auf den Landeslisten kandidierten insgesamt 447 Bewerber, davon etwas mehr als ein Drittel (156) Frauen.
| Kandidaten                                             | Kandidaten                | Parteien/Listen                                 | Erststimmen | Erststimmen | Zweitstimmen | Zweitstimmen |
| Kandidaten                                             | Kandidaten                | Parteien/Listen                                 | Stimmen     | %           | Stimmen      | %            |
| ------------------------------------------------------ | ------------------------- | ----------------------------------------------- | ----------- | ----------- | ------------ | ------------ |
|                                                        | Michael Rothgewählt im WK | SPD                                             | 56.383      | 43,7        | 48.579       | 37,7         |
|                                                        | Wilhelm Gebhard           | CDU                                             | 34.527      | 26,8        | 27.867       | 21,6         |
|                                                        | Gerhard Schenk            | AfD                                             | 14.204      | 11,0        | 14.899       | 11,5         |
|                                                        | Awet Tesfaiesus           | GRÜNE                                           | 8.032       | 6,2         | 11.595       | 9,0          |
|                                                        | Jorias Bach               | FDP                                             | 7.135       | 5,5         | 12.807       | 9,9          |
|                                                        | Sabine Leidig             | DIE LINKE                                       | 3.890       | 3,0         | 4.524        | 3,5          |
|                                                        | Rainer Janisch            | FREIE WÄHLER                                    | 3.160       | 2,4         | 2.734        | 2,1          |
|                                                        | Beate Gerke               | dieBasis                                        | 1.430       | 1,1         | 1.344        | 1,0          |
|                                                        | Berthold Hartmann         | BÜNDNIS21                                       | 172         | 0,1         | 90           | 0,1          |
|                                                        | Heidi Schmidt             | Einzelbewerber (Internationalistisches Bündnis) | 107         | 0,1         | –            | –            |
|                                                        | –                         | Tierschutzpartei                                | –           | –           | 1.776        | 1,4          |
|                                                        | –                         | Die PARTEI                                      | –           | –           | 988          | 0,8          |
|                                                        | –                         | PIRATEN                                         | –           | –           | 343          | 0,3          |
|                                                        | –                         | Volt                                            | –           | –           | 313          | 0,2          |
|                                                        | –                         | Gesundheitsforschung                            | –           | –           | 210          | 0,2          |
|                                                        | –                         | Bündnis C                                       | –           | –           | 204          | 0,2          |
|                                                        | –                         | NPD                                             | –           | –           | 201          | 0,2          |
|                                                        | –                         | Team Todenhöfer                                 | –           | –           | 198          | 0,2          |
|                                                        | –                         | ÖDP                                             | –           | –           | 121          | 0,1          |
|                                                        | –                         | Die Humanisten                                  | –           | –           | 81           | 0,1          |
|                                                        | –                         | V-Partei³                                       | –           | –           | 71           | 0,1          |
|                                                        | –                         | MLPD                                            | –           | –           | 35           | 0,0          |
|                                                        | –                         | DKP                                             | –           | –           | 24           | 0,0          |
|                                                        | –                         | LKR                                             | –           | –           | 22           | 0,0          |
| Gesamt                                                 | Gesamt                    | Gesamt                                          | 129.040     | 100         | 129.026      | 100          |
|                                                        |                           |                                                 |             |             |              |              |
| Ungültige Stimmen                                      | Ungültige Stimmen         | Ungültige Stimmen                               | 1.865       | 1,4         | 1.879        | 1,4          |
| Wähler                                                 | Wähler                    | Wähler                                          | 130.905     | 76,2        | 130.905      | 76,2         |
| Wahlberechtigte                                        | Wahlberechtigte           | Wahlberechtigte                                 | 171.886     |             | 171.886      |              |
|                                                        |                           |                                                 |             |             |              |              |
| Quellen: Die Bundeswahlleiterin, Kandidaten – Ergebnis |                           |                                                 |             |             |              |              |

### Bundestagswahl 2017
Die Bundestagswahl 2017 fand am Sonntag, den 24. September 2017, statt. In Hessen haben sich 20 Parteien mit ihrer Landesliste beworben. Die Allianz Deutscher Demokraten zog ihre Bewerbung zurück. Die Violetten wurde vom Landeswahlausschuss zurückgewiesen, da nicht die erforderlichen zweitausend Unterschriften zur Unterstützung vorgelegt wurden. Somit bewarben sich 18 Parteien mit ihren Landeslisten in Hessen. Auf den Landeslisten kandidierten insgesamt 353 Bewerber, davon nicht ganz ein Drittel (114) Frauen.
| Gegenstand der Nachweisung | Gegenstand der Nachweisung | Erst- stimmen | Erst- stimmen | Zweit- stimmen | Zweit- stimmen |
| Bewerber                   | Partei                     | Anzahl        | %             | Anzahl         | %              |
| -------------------------- | -------------------------- | ------------- | ------------- | -------------- | -------------- |
| Wahlberechtigte            | Wahlberechtigte            | 175.992       | 100,0         | 175.992        | 100,0          |
| Wähler                     | Wähler                     | 133.740       | 76,0          | 133.740        | 76,0           |
| Ungültige Stimmen          | Ungültige Stimmen          | 2.513         | 1,9           | 2.677          | 2,0            |
| Gültige Stimmen            | Gültige Stimmen            | 131.227       | 98,1          | 131.063        | 98,0           |
| davon                      |                            |               |               |                |                |
| Timo Lübeck                | CDU                        | 39.300        | 29,9          | 38.529         | 29,4           |
| Michael Helmut Roth        | SPD                        | 54.030        | 41,2          | 42.734         | 32,6           |
| Martina Selzer             | GRÜNE                      | 5.236         | 4,0           | 7.843          | 6,0            |
| Sabine Ingeborg Leidig     | DIE LINKE                  | 7.281         | 5,5           | 8.746          | 6,7            |
| Stefan Wild                | AfD                        | 16.408        | 12,5          | 17.173         | 13,1           |
| Manfred Lister             | FDP                        | 6.597         | 5,0           | 11.096         | 8,5            |
|                            | PIRATEN                    | –             | –             | 429            | 0,3            |
|                            | NPD                        | –             | –             | 601            | 0,5            |
| Emmanuel Anyangwe Ngassa   | FREIE WÄHLER               | 2.375         | 1,8           | 1.238          | 0,9            |
|                            | Die PARTEI                 | –             | –             | 855            | 0,7            |
|                            | Büso                       | –             | –             | 29             | 0,0            |
|                            | MLPD                       | –             | –             | 35             | 0,0            |
|                            | BGE                        | –             | –             | 204            | 0,2            |
|                            | DKP                        | –             | –             | 34             | 0,0            |
|                            | DM                         | –             | –             | 208            | 0,2            |
|                            | ÖDP                        | –             | –             | 139            | 0,1            |
|                            | Tierschutzpartei           | –             | –             | 1.021          | 0,8            |
|                            | V-Partei³                  | –             | –             | 149            | 0,1            |

### Bundestagswahl 2013
Die Bundestagswahl 2013 fand am Sonntag, dem 22. September 2013, zusammen mit der Landtagswahl in Hessen 2013, statt. In Hessen hatten sich 16 Parteien mit ihren Landeslisten beworben. Die ödp hat ihre Liste zurückgezogen. Somit standen 15 Parteien landesweit zur Wahl.
| Gegenstand der Nachweisung | Gegenstand der Nachweisung | Erst- stimmen | Erst- stimmen | Zweit- stimmen | Zweit- stimmen |
| Bewerber                   | Partei                     | Anzahl        | %             | Anzahl         | %              |
| -------------------------- | -------------------------- | ------------- | ------------- | -------------- | -------------- |
| Wahlberechtigte            | Wahlberechtigte            | 180.203       | 100,0         | 180.203        | 100,0          |
| Wähler                     | Wähler                     | 131.446       | 72,9          | 131.446        | 72,9           |
| Ungültige Stimmen          | Ungültige Stimmen          | 4.632         | 3,5           | 4.193          | 3,2            |
| Gültige Stimmen            | Gültige Stimmen            | 126.814       | 100,0         | 127.253        | 100,0          |
| davon                      |                            |               |               |                |                |
| Helmut Heiderich           | CDU                        | 51.386        | 40,5          | 45.872         | 36,0           |
| Michael Roth               | SPD                        | 54.630        | 43,1          | 46.913         | 36,9           |
| Manfred Lister             | FDP                        | 2.513         | 2,0           | 5.014          | 3,9            |
| Armin Jung                 | GRÜNE                      | 6.333         | 5,0           | 8.868          | 7,0            |
| Johanna Scheringer-Wright  | DIE LINKE                  | 7.277         | 5,7           | 7.584          | 6,0            |
| Michael Balke              | PIRATEN                    | 2.283         | 1,8           | 1.954          | 1,5            |
| Gisela Lück                | NPD                        | 2.392         | 1,9           | 2.013          | 1,6            |
|                            | REP                        | –             | –             | 170            | 0,1            |
|                            | BüSo                       | –             | –             | 55             | 0,0            |
|                            | MLPD                       | –             | –             | 41             | 0,0            |
|                            | AfD                        | –             | –             | 7.096          | 5,6            |
|                            | pro Deutschland            | –             | –             | 136            | 0,1            |
|                            | FREIE WÄHLER               | –             | –             | 961            | 0,8            |
|                            | Die PARTEI                 | –             | –             | 521            | 0,4            |
|                            | PSG                        | –             | –             | 55             | 0,0            |

Helmut Heiderich konnte über die CDU-Landesliste in den 18. Deutschen Bundestag einziehen.

### Bundestagswahl 2009
| Gegenstand der Nachweisung | Gegenstand der Nachweisung | Erst- stimmen | Erst- stimmen | Zweit- stimmen | Zweit- stimmen |
| Bewerber                   | Partei                     | Anzahl        | %             | Anzahl         | %              |
| -------------------------- | -------------------------- | ------------- | ------------- | -------------- | -------------- |
| Wahlberechtigte            | Wahlberechtigte            | 184.337       | 100,0         | 184.337        | 100,0          |
| Wähler                     | Wähler                     | 135.727       | 73,6          | 135.727        | 73,6           |
| Ungültige Stimmen          | Ungültige Stimmen          | 3.713         | 2,7           | 3.630          | 2,7            |
| Gültige Stimmen            | Gültige Stimmen            | 132.014       | 100,0         | 132.097        | 100,0          |
| davon                      |                            |               |               |                |                |
| Michael Roth               | SPD                        | 53.275        | 40,4          | 45.401         | 34,4           |
| Helmut Heiderich           | CDU                        | 45.711        | 34,6          | 39.966         | 30,3           |
| Thomas Fehling             | FDP                        | 12.290        | 9,3           | 17.526         | 13,3           |
| Philipp Schmagold          | GRÜNE                      | 7.530         | 5,7           | 10.679         | 8,1            |
| Mareike Zingsem            | DIE LINKE                  | 11.080        | 8,4           | 12.927         | 9,8            |
| Konrad Bentz               | NPD                        | 2.128         | 1,6           | 1.939          | 1,5            |
|                            | REP                        | –             | –             | 422            | 0,3            |
|                            | Die Tierschutzpartei       | –             | –             | 1.004          | 0,8            |
|                            | BüSo                       | –             | –             | 155            | 0,1            |
|                            | MLPD                       | –             | –             | 35             | 0,0            |
|                            | DVU                        | –             | –             | 95             | 0,1            |
|                            | PIRATEN                    | –             | –             | 1.948          | 1,5            |

### Bundestagswahl 2005
| Gegenstand der Nachweisung | Gegenstand der Nachweisung | Erst- stimmen | Erst- stimmen | Zweit- stimmen | Zweit- stimmen |
| Bewerber                   | Partei                     | Anzahl        | %             | Anzahl         | %              |
| -------------------------- | -------------------------- | ------------- | ------------- | -------------- | -------------- |
| Wahlberechtigte            | Wahlberechtigte            | 188.904       | 100,0         | 188.904        | 100,0          |
| Wähler                     | Wähler                     | 149.474       | 79,1          | 149.474        | 79,1           |
| Ungültige Stimmen          | Ungültige Stimmen          | 3.958         | 2,6           | 3.880          | 2,6            |
| Gültige Stimmen            | Gültige Stimmen            | 145.516       | 100,0         | 145.594        | 100,0          |
| davon                      |                            |               |               |                |                |
| Michael Roth               | SPD                        | 75.269        | 51,7          | 65.876         | 45,2           |
| Helmut Heiderich           | CDU                        | 49.882        | 34,3          | 43.457         | 29,8           |
| Jörg Althoff               | GRÜNE                      | 4.283         | 2,9           | 9.804          | 6,7            |
| Thomas Fehling             | FDP                        | 5.699         | 3,9           | 12.750         | 8,8            |
| Ines Wolf                  | Die Linke.                 | 6.514         | 4,5           | 8.622          | 5,9            |
|                            | REP                        | –             | –             | 888            | 0,6            |
|                            | Die Tierschutzpartei       | –             | –             | 1.000          | 0,7            |
| Konrad Bentz               | NPD                        | 2.402         | 1,7           | 2.234          | 1,5            |
|                            | GRAUE                      | –             | –             | 515            | 0,4            |
|                            | BüSo                       | –             | –             | 164            | 0,1            |
|                            | MLPD                       | –             | –             | 67             | 0,0            |
|                            | PSG                        | –             | –             | 217            | 0,1            |
| Wolfhard Austen            | Unabhängige Kandidaten     | 1.467         | 1,0           | –              | –              |

### Bundestagswahl 2002
| Gegenstand der Nachweisung | Gegenstand der Nachweisung | Erst- stimmen | Erst- stimmen | Zweit- stimmen | Zweit- stimmen |
| Bewerber                   | Partei                     | Anzahl        | %             | Anzahl         | %              |
| -------------------------- | -------------------------- | ------------- | ------------- | -------------- | -------------- |
| Wahlberechtigte            | Wahlberechtigte            | 191.217       | 100,0         | 191.217        | 100,0          |
| Wähler                     | Wähler                     | 153.878       | 80,5          | 153.878        | 80,5           |
| Ungültige Stimmen          | Ungültige Stimmen          | 3.645         | 2,4           | 3.438          | 2,2            |
| Gültige Stimmen            | Gültige Stimmen            | 150.233       | 100,0         | 150.440        | 100,0          |
| davon                      |                            |               |               |                |                |
| Michael Roth               | SPD                        | 82.541        | 54,9          | 74.756         | 49,7           |
| Helmut Heiderich           | CDU                        | 53.108        | 35,4          | 49.307         | 32,8           |
| Hans-Jürgen Müller         | GRÜNE                      | 5.141         | 3,4           | 9.949          | 6,6            |
| Gernot Müller              | FDP                        | 7.166         | 4,8           | 10.550         | 7,0            |
|                            | REP                        | –             | –             | 947            | 0,6            |
| Claudia Fittkow            | PDS                        | 1.767         | 1,2           | 1.733          | 1,2            |
|                            | Die Tierschutzpartei       | –             | –             | 786            | 0,5            |
|                            | NPD                        | –             | –             | 540            | 0,4            |
|                            | GRAUE                      | –             | –             | 263            | 0,2            |
|                            | PBC                        | –             | –             | 228            | 0,2            |
|                            | CM                         | –             | –             | 90             | 0,1            |
|                            | ödp                        | –             | –             | 52             | 0,0            |
|                            | BüSo                       | –             | –             | 38             | 0,0            |
|                            | Schill                     | –             | –             | 1.201          | 0,8            |
| Hans-Jürgen Spinn          | Einzelbewerber             | 510           | 0,3           | –              | –              |

Helmut Heiderich zog über die Landesliste der CDU in den Bundestag ein.